# Devil's Night
Devil's Night è l'album di debutto del gruppo musicale hip hop D12, pubblicato il 19 giugno 2001 dalla Shady Records e Interscope Records. Il titolo dell'album fa riferimento alla Notte del Diavolo (in inglese Devil's Night) in particolar modo a quella di Detroit che avviene la notte prima di Halloween ovvero il 30 ottobre.

## Tracce
| Numero traccia | Nome traccia                                                              | Testi                                                                            | Musiche                      | Durata |
| -------------- | ------------------------------------------------------------------------- | -------------------------------------------------------------------------------- | ---------------------------- | ------ |
| 1.             | "Another Public Service Announcement" (skit by Jeff Bass & Rondell Beene) |                                                                                  |                              | 0:49   |
| 2.             | "Shit Can Happen"                                                         | Marshall Mathers, Denaun Porter, Von Carlisle, Ondre Moore, Jeff Bass            | Denaun Porter                | 4:52   |
| 3.             | "Pistol Pistol"                                                           | Mathers, Porter, Carlisle, Moore, Rufus Johnson, DeShaun Holton                  | Eminem, Denaun Porter (add.) | 5:23   |
| 4.             | "Bizarre" (skit by Bizarre)                                               |                                                                                  |                              | 1:12   |
| 5.             | "Nasty Mind" (featuring Truth Hurts)                                      | Mathers, Porter, Carlisle, Moore, Johnson, Andre Young, Mike Elizondo            | Dr. Dre                      | 4:43   |
| 6.             | "Ain't Nuttin' But Music" (featuring Dr. Dre)                             | Mathers, Porter, Carlisle, Moore, Johnson, Holton, Young, Elizondo, Scott Storch | Dr. Dre & Scott Storch       | 5:11   |
| 7.             | "American Psycho"                                                         | Mathers, Porter, Johnson, Bass                                                   | Eminem, Jeff Bass (add.)     | 4:36   |
| 8.             | "That's How" (skit)                                                       |                                                                                  |                              | 0:37   |
| 9.             | "That's How..."                                                           | Mathers, Porter, Carlisle, Moore, Johnson, Holton, Bass                          | Denaun Porter, Eminem (co.)  | 4:49   |
| 10.            | Purple Pills                                                              | Mathers, Porter, Carlisle, Moore, Johnson, Holton, Bass                          | Eminem, Jeff Bass (add.)     | 5:05   |
| 11.            | Fight Music                                                               | Mathers, Porter, Carlisle, Moore, Johnson, Holton, Young, Elizondo               | Dr. Dre & Scott Storch       | 4:22   |
| 12.            | "Instigator"                                                              | Mathers, Porter, Carlisle, Moore, Holton, Bass                                   | Eminem, Jeff Bass (co.)      | 4:58   |
| 13.            | "Pimp Like Me" (featuring Dina Rae)                                       | Mathers, Porter, Carlisle, Moore, Johnson, Holton, Bass                          | Eminem, Jeff Bass (add.)     | 5:57   |
| 14.            | "Blow My Buzz"                                                            | Mathers, Porter, Carlisle, Moore, Johnson, Holton, Bass                          | Eminem, Jeff Bass (co)       | 5:10   |
| 15.            | "Obie Trice" (skit by Obie Trice & Rondell Beene)                         |                                                                                  | Denaun Porter                | 1:07   |
| 16.            | "Devil's Night"                                                           | Mathers, Porter, Carlisle, Moore, Johnson, Bass                                  | Eminem, Jeff Bass (co)       | 4:19   |
| 17.            | "Steve Berman" (skit by Steve Berman & Eminem)                            | Paul Rosenberg, Dean Geistlinger                                                 |                              | 0:50   |
| 18.            | "Revelation"                                                              | Mathers, Porter, Carlisle, Moore, Johnson, Holton, Young, Elizondo, Storch       | Dr. Dre & Scott Storch       | 5:48   |
| 19.            | "Girls" (Limp Bizkit Diss) (Hidden Track)                                 | Mathers, Luis Resto                                                              | Eminem                       | 5:35   |